# Зеленська волость
Зеленська волость — адміністративно-територіальна одиниця Верхньодніпровського повіту Катеринославської губернії з центром у селі Зелене.
Станом на 1908 рік — складалася з 11 поселень. Населення 6764 особи (3524 осіб чоловічої статі та 3240 — жіночої), 562 дворових господарства.
Поселення волості:
- Зелене — село при річці Зеленій в 75 верстах від повітового міста, 5308 осіб, 895 дворів.